# Adinàmia
L'adinàmia és l'absència de moviment o reacció que pot portar a un estat de prostració. Les causes poden ser físiques o psicològiques. El terme prové del grec: consta del prefix -a, 'sense', i dynamis, 'força' o 'moviment'.
L'adinàmia es manifesta per falta de força, debilitat, i absència d'iniciativa física i emocional com a conseqüència d'un estat patològic. Per tant, pot ser atribuïda a incomptables malalties i trastorns psiquiàtrics o psicològics, però n'hi ha una en particular –l'adinàmia episòdica de Gamstorp, també anomenada paràlisi periòdica hipercalièmica– que és una malaltia neuromuscular causada per una alteració en el gen del canal de sodi.
També pot formar part de la clínica de la malaltia celíaca (junta amb l'anèmia, diarrea, desnutrició, astènia, pèrdua de pes, debilitat muscular, etc.).